# Anatolij Riapołow
Anatolij Riapołow (ros. Анатолий Ряполов; ur. 31 stycznia 1997) – rosyjski lekkoatleta specjalizujący się w skoku w dal.
W 2013 został złotym medalistą mistrzostw świata juniorów młodszych w Doniecku.
W 2014 zdobył złoty medal igrzysk olimpijskich młodzieży z wynikiem 7,54 m. Był chorążym reprezentacji Rosji na tych igrzyskach. W 2015 sięgnął po złoto juniorskich mistrzostw Europy.
Rekordy życiowe: stadion – 7,96 (23 maja 2015, Krasnodar); hala – 7,83 (5 lutego 2015, Nowoczeboksarsk).

## Osiągnięcia
| Rok  | Impreza                                               | Miejsce    | Lokata     | Wynik |
| ---- | ----------------------------------------------------- | ---------- | ---------- | ----- |
| 2013 | Mistrzostwa świata juniorów młodszych                 | Donieck    | 1. miejsce | 7,79  |
| 2014 | Kwalifikacje Europy do igrzysk olimpijskich młodzieży | Baku       | 1. miejsce | 7,79  |
| 2014 | Igrzyska olimpijskie młodzieży                        | Nankin     | 1. miejsce | 7,54  |
| 2015 | Mistrzostwa Europy juniorów                           | Eskilstuna | 1. miejsce | 7,96  |